# 末梢
末梢（まっしょう）
| ウィキペディアには「末梢」という見出しの百科事典記事はありません（タイトルに「末梢」を含むページの一覧/「末梢」で始まるページの一覧）。 代わりにウィクショナリーのページ「末梢」が役に立つかもしれません。 |